# L'Haÿ-les-Roses (metrostation)
L'Haÿ-les-Roses is een metrostation van de Metro van Parijs langs metrolijn 14 gelegen in de gemeente L'Haÿ-les-Roses.
Het werd geopend op 24 juni 2024 als onderdeel van de zuidelijke verlenging van lijn 14 van Olympiades naar Aéroport d'Orly. L'Haÿ-les-Roses heeft twee zijperrons gescheiden door de metrosporen.
Het station ligt in het oostelijk deel van de gemeente, vlak bij de gemeentegrens met Chevilly-Larue tussen de wijken Jardin Parisien en Les Sorbiers. Het metrostation ligt aan de kruising van de Rue de Bicêtre en de Rue de Lallier.
Studio Nonotak (Noémi Schipfer en Takami Nakamoto) ontwierp een artistiek werk voor het station in samenwerking met de architect Franklin Azzi.
Saint-Denis Pleyel · 
Mairie de Saint-Ouen · 
Saint-Ouen · 
Porte de Clichy · 
Pont Cardinet · 
Saint-Lazare · 
Madeleine · 
Pyramides · 
Châtelet · 
Gare de Lyon · 
Bercy · 
Cour Saint-Émilion · 
Bibliothèque François Mitterrand · 
Olympiades · 
Maison Blanche · 
Hôpital Bicêtre · 
Villejuif - Gustave Roussy · 
L'Haÿ-les-Roses · 
Chevilly-Larue · 
Thiais - Orly · 
Aéroport d'Orly